# Batalla de Nördlingen (1634)
La batalla de Nördlingen (alemany: Schlacht bei Nördlingen) es va lluitar el 1634 durant la Guerra dels Trenta Anys, el 27 d'agost (calendari Julià) o el 6 de setembre (calendari Gregorià). L'exèrcit Imperial, reforçat per 15.000 soldats espanyols, va assolir una victòria aclaparadora sobre els exèrcits de Suècia i el seus aliats protestants d'Alemanya.
Després del fracàs a la primera Batalla de Breitenfeld el 1631, les tropes espanyoles professionals desplegades a Nördlingen va provar que el sistema dels terços encara podia derrotar altres desplegaments de tropes més moderns i millorats com els enginyats per Maurice de Nassau i Gustau II Adolf en els seus exèrcits respectius.

## Antecedents
La Batalla de Nördlingen va formar part de la Guerra dels Trenta Anys, que es va lluitar entre el 1618 i el 1648. Per una banda lluitava la casa catòlica dels Habsburg (branca austríaca i espanyola) i els seus aliats. L'arxiduc austríac també tenia el títol d'Emperador del Sacre Imperi Romanogermànic i per aquesta raó, els Habsburgs eren denominats com els Imperialis. A l'oposició hi havia les nacions protestants com Holanda, Dinamarca, Suècia i diversos principats alemanys i més tard, França (catòlica). Després de la victòria protestant a la Batalla de Lützen dos anys abans, l'ofensiva dels suecs es va veure aturada per la mort del seu rei, Gustau II Adolf, i com a resultat les forces Imperials van reprendre la iniciativa.
El 1634 les forces protestants alemanyes i sueques van avançar cap al sud i van envair Baviera, un important aliat dels Habsburg. Com resposta, el comandant austríac Ferran III (fill de l'Emperador Ferran II) va avançar des de l'oest de Bohemia (avui, la República Txeca) per tallar les línies de subministrament dels exèrcits protestants. Consegüentment, els comandants protestants van invertir la marxa a correcuita per dirigir-se al nord. Eren conscients que els reforços espanyols del Cardenal-Infant Ferran d'Àustria, cosí de Ferran II, també estava en ruta des dels seus dominis al nord d'Itàlia. L'exèrcit espanyol va haver de marxar a través del Pas de l'Stelvio.
Els comandants protestants van decidir que no podien ignorar l'amenaça d'una unió entre les dues forces de l'enemic i van combinar els seus dos exèrcits més grans a prop d'Augsburg el 12 de juliol, incloent l'exèrcit Alsacià de Gustav Horn i l'exèrcit Franc de Bernhard de Saxe-Weimar. Ambdós exèrcits pertanyien a l'aliança Heilbronn (aliats protestants alemanys sota les directrius del canceller suec Axel Oxenstierna). Aquestes forces consistien majoritàriament en reclutes alemanys. Entre ells hi havia la brigada Blava i alguns aliats escocesos ("la brigada Verda") amb uns quants regiments finlandesos i suecs (majoritàriament cavalleria) i una brigada d'infanteria sueca ("la brigada Groga").
Però els protestants foren incapaços d'impedir la caiguda de Regensburg a mans de Ferran III i desesperadament el van perseguir en un esforç per impedir la fusió del dos exèrcits Habsburg. El 16 August el Cardenal-Infant va travessar el Danubi a Donauwörth. Malgrat els seus esforços, els exèrcits protestants feren tard quan Ferran III posava setge a la ciutat de Nördlingen a Suàbia i esperava el Cardenal-Infant, qui va arribar davant la ciutat el 2 de setembre - tres dies abans que els protestants.

## Batalla
Els dos cosins, Ferran el germà del rei espanyol conegut com el Cardenal-Infant, i Ferran III d'Hongria, fill de Ferran II, l'Emperador del Sacre Imperi Romanogermànic, va preparar-se per la batalla ignorant el consell de generals amb més experiència com Matthias Gallas. La majoria de generals pensaven que un enfrontament total contra dos dels comandants protestants més experimentats era un plantejament temerari i poc probable d'obtenir resultats positius. Tanmateix, els cosins tenien el suport del comandant espanyol Diego Mesia Felípez de Guzmán, qui es mostrava confiat en la superioritat numèrica.

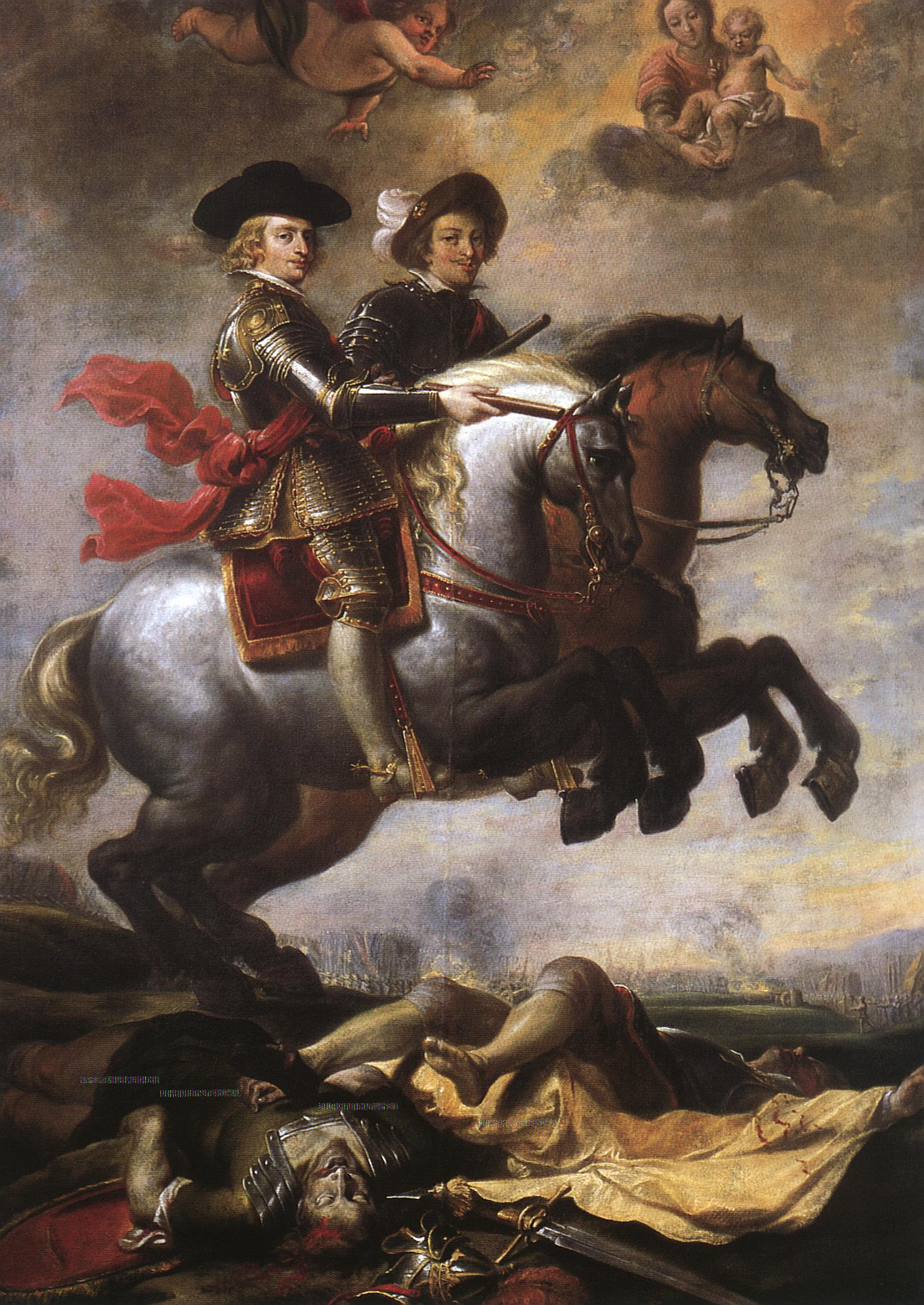
La Batalla de Nördlingen per Cornelis Schut. Oli damunt tela.

Bernhard i Horn també es prepararen per la batalla. Bernhard pensava que, malgrat els nombres, s'havia d'intentar trencar el setge de Nördlingen. Horn semblava més reticent donat l'estat dels exèrcits protestants, curts de subministraments. Bernard va subestimar la superioritat numèrica de l'enemic malgrat la informació obtinguda d'un presoner. Els reforços espanyols eren prop de 20.000 i la cavalleria Imperial consistia en 13.000 homes. Les forces protestants combinades sumaven 16.000 d'infanteria i 9.000 de cavalleria. Un altre punt crític fou el fet que les característiques de terreny van obligar els protestants a abandonar els canons que normalment tenien amb les seves brigades d'infanteria i que en batalles anteriors havien proporcionat un avantatge molt important.
El dos Ferrans van desplegar els seus exèrcits entre les forces protestants i la ciutat de Nördlingen, amb l'ala esquerra ancorada a la base d'un turó. En el centre, la infanteria alemanya catòlica va ser col·locada al front, amb els espanyols darrere. Un altre contingent d'alemanys catòlics va defensar el cim del turó.
Els comandants protestants van dissenyar un pla d'atac: Amb mig exèrcit, Bernard havia de mantenir distreta la força Imperial principal, mentre Horn dirigia la resta dels homes a través d'un bosc per capturar el turó a la dreta Imperial. Una vegada pres el turó, l'artilleria seria col·locada al cim per sotmetre el flanc enemic i obligar-lo a retirar-se de Nördlingen.
A trencar d'alba del 6 de setembre, Horn va començar el seu atac, el qual va patir tota mena de contratemps. Malgrat les instruccions, la cavalleria va atacar prematurament, deixant la infanteria i artilleria darrere. Malgrat aquesta espifiada, els alemanys catòlics que defensaven el turó van entrar en pànic i desertaren. Tanmateix, mentre travessaven el bosc, dos de les brigades de Horn es van prendre per enemics i van començar a intercanviar foc. Mentrestant, la cavalleria victoriosa es dissipava empaitant fugitius turó avall.
Aprofitant la confusió entre les forces de Horn, el Cardenal-Infant va enviar un destacament espanyol que va recapturar el turó. Horn fou capaç de reunir els seus homes, però llavors el turó era ja massa fortament defensat. Es feren quinze assalts i tots ells foren rebutjats. Entre els defensors de les forces espanyoles hi havia els "Tercios Viejos" (Terços vells), principalment sota les ordres de Fuenclara, Idiáquez i Toralto amb suport de la cavalleria italiana d''Ottavio Piccolomini. Els atacs protestants van ser dirigits per les brigades Vitzthum, Pfuel i una de les brigades escoceses (Coronel William Gunn), amb el suport de la brigada del compte Thurn (Regiment Negre i Groc).
Mentrestant, en el centre, Bernard havia evitat la batalla i va impedir que els imperials poguessin reforçar el seu flanc esquerre amb hàbil ús de la seva artilleria. Tanmateix, els comandants imperials van observar la feble condició de les tropes de Bernhard, doncs aquest havia enviat reforços per assistir Horn, i es va ordenar un atac general que van fer fugir als de Bernard. La persecució dels protestants amenaçava en tallar qualsevol ruta d'escapada de les altres unitats sueques sota Horn, qui també va ser presa del pànic i va fugir.
Gustav Horn de Björneborg va ser capturat i el seu exèrcit anorreat. Un petit contingent de protestants va fugir a Heilbronn.

## Fets posteriors

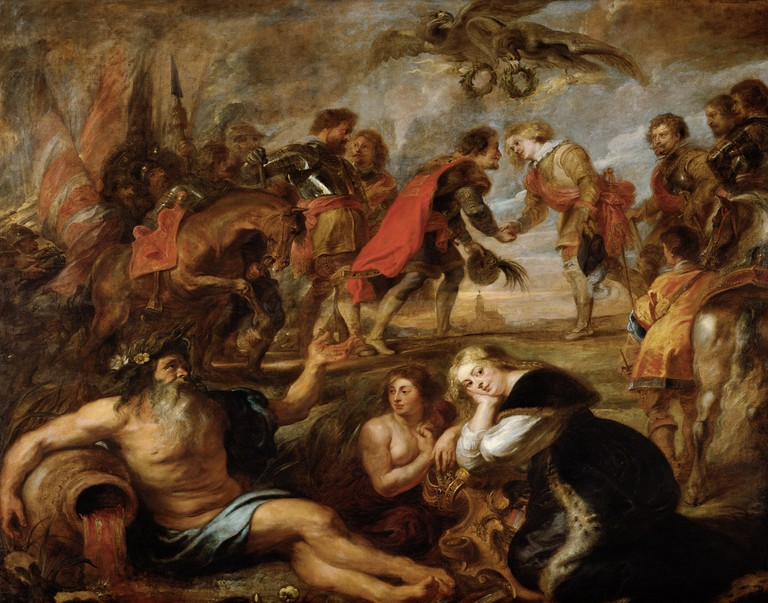
La Victòria dels dos Ferrans, Peter Paul Rubens (1635)

La batalla fou una de les victòries més aclaparadores de la Guerra dels Trenta Anys. Amb les seves forces substancialment reduïdes i molts principats alemanys rebutjant oferir cap ajut, els suecs es van retirar al nord d'Alemanya on van quedar inactius durant dos anys. Consegüentment, els prínceps alemanys protestants van fer una pau amb l'Emperador en el Tractat de Praga.
El triomf dels Habsburg a Nördlingen, seguit pel Tractat de Praga, podria haver estat decisiu per acabar la guerra, realçant el domini dels Habsburg a Europa. Però les forces espanyoles ja no es necesitaven a Alemanya i passaren a ser una amenaça directa per França, tot al llarg de la seva frontera.
França havia estat durant molt temps finançant els enemics del Habsburgs, però ara passava a la intervenció directa al declarar la guerra contra Espanya el 21 de maig de 1635. Això va obrir un segon front en els Països Baixos Espanyols. Bernard de Saxe-Weimar va rebre el comandament de 12.000 tropes franceses i finançament extens.
Ferran d'Àustria va arribar als Països baixos el 4 de novembre de 1634 disposat a passar a la ofensiva, no només al nord i al sud, sinó també a l'est, per mantenir la connexió amb l'emperador. La seva tasca era restaurar el poder i la reputació d'Espanya després dels dramàtics anys entre 1629 i 1633. L'objectiu era capturar ciutats importants per poder concloure una treva en condicions favorables. Si això tenia èxit, es podria alliberar capacitat per a la guerra a Alemanya, i el conflicte a l'estranger, especialment al Brasil, s'aturaria.
El Suecs es van recuperar i el 1636, dos anys després de Nördlingen, van derrotar un combinat Imperial i saxó a la batalla de Wittstock, seguida més tard per victòries a la Segona Batalla de Breitenfeld, la batalla de Jankov, i la batalla de Zusmarshausen.